# Ópera da Cidade de Nova Iorque

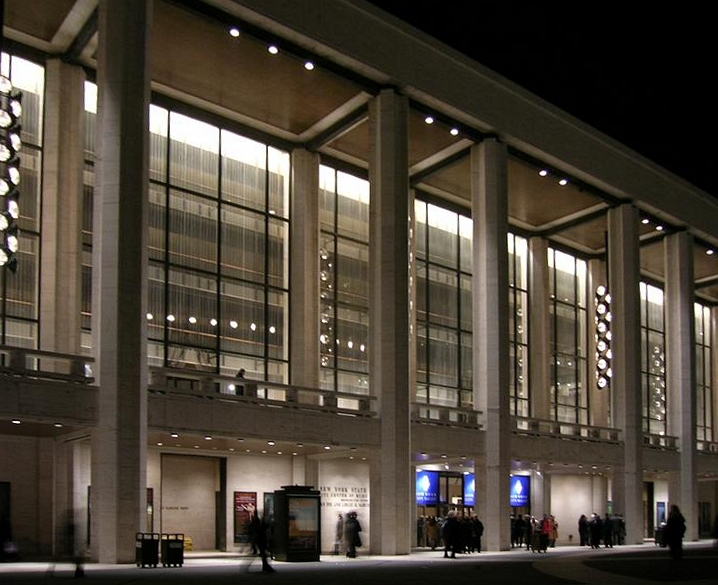
Ópera da Cidade de Nova Iorque, Lincoln Center

A Ópera da Cidade de Nova Iorque é uma companhia de ópera americana, sendo a segunda maior companhia de ópera dos Estados Unidos, atrás do Metropolitan Opera House, em Nova Iorque. A companhia, chamada de "a ópera do povo", pelo prefeito de Nova Iorque Fiorello La Guardia, foi fundada em 1943 com programas com preços acessíveis a população, produzindo um repertório inovador e promovendo cantores e compositores dos Estados Unidos. A companhia tem um extensivo programa educacional, oferecendo educação artística para 4 mil estudantes em trinta escolas diferentes. A companhia é parte do Lincoln Center.
Durante mais de sessenta anos de história, a Companhia ajudou a lançar muitos dos maiores cantores de óperas, incluindo Sherrill Milnes, Plácido Domingo, Carol Vaness, José Carreras, Renée Fleming, Jerry Hadley, Catherine Malfitano, Bejun Mehta, Samuel Ramey, Gianna Rolandi e Beverly Sills.
Os trabalhos americanos são muito interpretados na Companhia, aproximadamente um terço do repertório é composto por óperas estadunidenses. O repertório americano da Companhia é vasto, indo de trabalhos já estabelecidos (The Ballad of Baby Boe de Douglas Moore, Susannah de Carlisle Floyd e Candide de Leonard Bernstein) até os novos trabalhos (The Little Prince de Rachel Portman e Little Women de Mark Adamo).

## História

### Primeiros anos: 1943-1951
A Ópera da Cidade de Nova Iorque foi fundada como Ópera Central da Cidade de Nova Iorque e originalmente fez o Centro da Cidade de Nova Iorque como residência, na Rua 55ª. Laszlo Halasz foi o primeiro diretor da Companhia, servindo no cargo de 1943 até 1951. A companhia fez com que a ópera se tornasse acessível a toda população, Halasz acreditou que os tickets deveriam ser baratos e que as produções deveriam ser interpretadas por cantores que estavam fisicamente e vocalmente situados em seus papéis. Desse modo, os preços das entradas na primeira temporada iam de 75 centavos a dois dólares e a companhia operou com um orçamento de aproximadamente 31 mil dólares. Com os preços das entradas tão baixos, a companhia não podia desfrutar de músicos renomados como o Metropolitan Opera. Halasz, entretanto, teve a oportunidade de ter novos cantores em sua companhia, fazendo dela uma importante plataforma para esses cantores americanos.
A primeira temporada da companhia foi aberta em fevereiro de 1944 e incluiu as produções de Tosca de Giacomo Puccini, Martha de Friedrich von Flotow e Carmen de Georges Bizet, todas essas produções conduzidas por Halasz. Notáveis cantores apresentaram-se na companhia nessa primeira temporada, incluindo Jennie Tourel, Martha Lipton e Hugh Thompson, todos sendo imediatamente contratador pelo Metropolitan Opera após suas estreias na Ópera. Outros notáveis cantores que Halasz trouxe para a companhia são Frances Bible, Adelaide Bishop, Débria Brown, Mack Harrell, Dorothy Kirsten, Eva Likova, Leon Lishner, Regina Resnik, Norman Scott, Ramon Vinay, e Frances Yeend, entre tantos outros. Em 1945, a companhia tornou-se a primeira grande companhia de ópera a ter um afro-americano no palco. Foi na produção de Pagliacci de Ruggiero Leoncavallo, com Todd Duncan como Tonio. Lawrence Winters e Robert McFerrin foram outros notáveis cantores afro-descendentes pioneiros a cantar com a companhia durante esse período. A primeira mulher afro-descendente a cantar com a companhia foi a soprano Camilla Williams, como o papel título da heroína em Madama Butterfly, de Giacomo Puccini, em 1946. Winters e Williams cantaram os papéis títulos da mais completa gravação feita, até o período, de Porgy and Bess de George Gershwin, para a Columbia Records, em 1951.
Halasz teve, em algum momentos, uma relação tumultuada com a mesa de diretores da companhia, dando fortes opiniões de como a Companhia deveria ser.  Ele congitou a ideia de apresentar trabalhos internacionais em inglês, para fazer da ópera, uma arte mais acessível ao público americano. Ele insistiu em oferecer pelo menos uma produção em inglês por temporada. A área que trouxe mais tensão entre Halasz e os diretores, foi por ele apresentar trabalhos novos de compositores americanos e raramente apresentar óperas consagradas. A primeira estreia de Nova Iorque, apresentada pela companhia foi Ariadne auf Naxos de Richard Strauss, dia 10 de outubro  de 1946 com Ella Flesch no papel título, Vasso Argyris como Bacchus, Virgina MacWatter como Zerbinetta e Polyana Stoska como compositor. A primeira estreia mundial na casa foi Troubled Island de William Grant Still, em 1949. No outono de 1949, a companhia reviveu a ópera cômica The Love for Three Oranges de Sergei Prokofiev, que não havia sido apresentada novamente depois da mal sucedida première em Chicago, em 1921. A nova produção, dirigida por Vladimir Rosing, foi um sucesso, sendo reapresentada em duas temporadas.
Também em 1949, Halasz cogitou apresentar a première mundial de The Dybbuk de David Tamkin na companhia, em 1950. Entretanto, os executivos da companhia foram contra a decisão, sendo negada por supostos problemas financeiros. Halasz, entretanto, recolocou a ópera na temporada 1951/2, sendo apresentada dia 4 de outubro de 1951.

### Rosenstock e Leinsdorf: 1952-1957
Após Laszlo Halasz ser demitido, os executivos da companhia apontaram Joseph Rosenstock, que já vinha trabalhando como maestro na companhia, para o cargo de diretor musical. Ele trabalhou nesse cargo por quatro temporadas, durante esse período, ele seguiu os passos de Halasz e continuou inovando os programas com repertórios diferentes dos usuais. Ele notavelmente, apresentou a première mundial de The Tender Land de Aaron Copland, na première Nova Iorquina de Troilus and Cressida de William Walton e as premiès estadunidenses de The Trial de Gottfried von Einem e Bluebeard's Castle de Béla Bartók. Rosenstock também foi o primeiro a introduzir o repertório de musicais na companhia, com uma produção de Show Boate em 1954.
Em janeiro de 1956, a mesa diretora da companhia aceitou a demissão de Rosenstock, que deixou a companhia por negócios. A mesa apontou Erich Leinsdorf, que havia trabalhado como maestro no Metropolitan Opera, na Orquestra de Cleveland e na Filarmônica Rochester, como o novo diretor musical. Leinsdorf permaneceu na companhia por apenas uma temporada, sendo demitido após seus ambicioso programa de trabalhos novos da temporada de 1966 acabar sendo um fracasso, gerando problemas financeiros a companhia. O maior triúnfo de Leinsdorf foi a produção profissional de Susannah de Carlisle Floyd, com Phyllis Curtin no papel título e Norman Trigle como Reverendo Blitch. A produção teve críticas positivas do público e de jornalistas, e a ópera tornou-se um clássico americano.

### Rudel: 1957-1979
Após Leinsdorf ser demitido da companhia, os executivos cancelaram a temporada de primavera de 1957 e eventualmente apontaram Julius Rudel com novo diretor geral da companhia. Rudel havia sido contratado pela companhia em 1944 e trabalhou na condução por treze anos. Sob a liderança de Rudel, a companhia alcançou novos patamares, sendo aclamado pela crítica por seus trabalhos aventurosos. A companhia tornou-se conhecida e na metade da década de 1960 já carregara o título de uma das melhores companhias operísticas dos Estados Unidos.
Durante sua gestão na Ópera da Cidade, Rudel exibiu um forte compromisso com a ópera americana, mais do que qualquer outro diretor na história da ópera nos Estados Unidos, comissionando doze obras e conduzindo dezenove estreias mundiais. Com a ajuda da Fundação Ford, a companhia fez três temporadas de primavera apenas com óperas americanas. Ele também conduziu um grande número de premières estadunidenses, como Don Rodrigo de Alberto Ginastera, com o tenor Plácido Domingo, na inauguração da nova residência da companhia, no Teatro Estatal de Nova Iorque (chamado de Teatro David. H. Koch), dia 22 de fevereiro de 1966. Na mesma temporada, a companhia apresentou a estreia Nova Iorquina de Dialogues des carmélites de Francis Poulenc.
Como seus predecessores, Rudel teve um olhar para jovens talentos americanos e foi o responsável por ajudar a cultivar cantores americanos. Entre os cantores que ele ajudou, estão Samuel Ramey e Carol Vaness. Uma das suas melhores decisões artísticas foi trazer Beverly Sills para a Companhia, onde ela fez sua estreia como soprano líder em 1956, permanecendo até sua aposentadoria, em 1979. Seu maior sucesso na casa foi com a primeira ópera de George Frideric Handel produzida pela companhia, no papel de Cleopatra em Giulio Cesare, ao lado de Norman Treigle em 1966. Nessa período, as óperas de Handel eram raramente produzidas e essa produção deu a ela um destaque internacional. Sills logo fez sua estreia nas maiores casas de ópera do mundo. Mesmo ocupada, com produções no mundo todo, ela continuou a apresentar-se regularmente na Ópera, até sua aposentadoria. Em 1970, John Simon White foi apontado como diretor administrativo. Rudel retirou-se da casa em 1980.

### Sills: 1979-1988

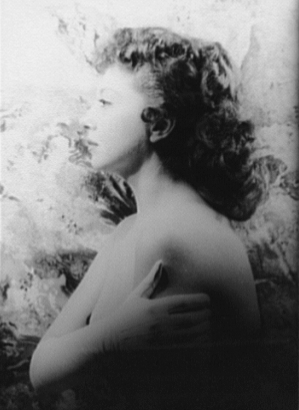
Beverly Sills em 1956

Beverly Sills sucedeu Rudel, quando esse se retirou da companhia em 1979, como Diretora Geral. Inicialmente, o plano era Sills compartilhar a direção com Rudel e aos poucos ir tomando o controle. Entretanto, Rudel decidiu sair da companhia em 1979, para tornar-se diretor musical da Filarmônica de Buffalo e Sills tomou o posto.
No momento emque Sills assumiu o cargo, a companhia passava por um mau período, com uma dívida de três milhões de dólares e com temporadas cada vez menos lucrativas. Nos lados dos negócios, Sills provou ser dádiva para a companhia, mostrando um dom prestigioso para arrecadar fundos. Na época em que ela retirou-se da companhia, no início de 1989, ela fez com que o orçamento da orquestra fosse de 9 milhões (início de sua gestão) para 26 milhões de dólares e deixando a companhia no azul, com três milhões de dólares em saldo positivo. Ela também fez com que o valor das entradas diminuíssem 20%, atraíndo, assim, um novo público.
Em sua gestão, o repertório foi significativamente diversificado, oferecendo um repertório diferente das outras casas de óperas, com produções de óperas raramente encenadas, como Die Feen de Richard Wagner, Attila de Giuseppe Verdi e Hamlet de Ambroise Thomas, como também novas óperas, exemplo de The Life and Times of Malcolm X de Anthony Davis.
Em 1982, o Teatro Estatal de Nova Iorque passou por renovações, custando 5,3 milhões de dólares, trazendo melhor designe e eficiência ao teatro. Em 1983, a Ópera tornou-se a primeira companhia americana a usar legenda. Entretanto, um terrível incêndio em 1985, destruíu 10 mil trajes de 74 produções da companhia.

### Keene: 1989-1995
Sills retirou-se do cargo de Diretora Geral em 1989 e foi substituída pelo maestro Christopher Keene, pela grande recomendação dá própria Sills. Keene trabalhou previamente como maestro na companhia em 1970 e serviu como Diretor Musical de 1982 e 1986. Ele permaneceu na companhia até sua prematura morte de Linfoma, em decorrência da AIDS, aos quarenta e oito anos. Sua última performance, na Ópera, foi da ópera Mathis der Maler de Paul Hindemith em setembro de 1995.
A primeira temporada de Keene como chefe da companhia foi marcado com a greve dos músicos e, no fim da temporada, com problemas financeiros, com uma dívida de 2.9 milhões de dólares. A companhia voltou a ficar no azul no período do seu 50º aniversário, em 1993. Entretanto, durante a 50ª temporada da companhia, Keene foi internado no Centro Betty Ford para ser tratado do alcoolismo. Ele retornou melhor, mas continuou a se tratar em Manhattan, onde seu problema havia começado. A Ópera deu o suporte necessário a ele nesse período difícil e renovou o contrato, até 1997. Entretanto, a companhia nomeou Mark Weinstein para o cargo de Diretor Executivo, assumindo assim, algumas responsabilidades administrativas de Keene, a decisão foi contestada por Keene.
Mesmo com todas as mudanças, as inovações nas temporadas, feitas por Keene, continuavam a agradar o público e a crítica. Sua última temporada com a companhia incluiu as premières estadunidenses de Kinkakuji de Toshiro Mayuzumi e Dreyfus Affairr de Jost Meier. Apenas um mês antes de sua morte, Peter G. Davies escreveu no New York que "Keene é o mais autêntico dos heróis musicais de Nova Iorque".
Keene também instituíu severas reconstruções na organização da Ópera. Em 1994, ele removeu a tempoada de versão da companhia, criando uma mais convencional temporada de outono e primavera.

### Kellogg: 1996-2007
Keene foi sucedido em 1996 pelo diretor artístico e geral da Ópera Glimmerglass, Paul Kellogg. Sob sua gestão, a companhia adicionou 62 novas produções em seu repertório, incluindo inúmeras premières mundiais de compositores americanos e inaugurou as séries, Vox: Showcasing American Composers. Ele também estabeleceu-se como um grande produtor das óperas de mestres barrocos, como Georg Friedrich Händel, Christoph Willibald Gluck e Jean-Philippe Rameau. Um triúnfo particular foi a produção de Orlando, de Georg Friedrich Händel em 2007, em uma moderna produção de Chas Rader-Shieber, que teve o contratenor Bejun Mehta e a soprano Amy Burton no elenco. Em 2007, ele anunciou sua saída da companhia.